# Federación Internacional de Halterofilia
La Federación Internacional de Halterofilia (en inglés: International Weightlifting Federation, IWF) es la organización mundial que se dedica a regular las normas del deporte de halterofilia a nivel competitivo, así como de celebrar periódicamente competiciones y eventos.
La IWF fue fundada en 1905. Actualmente tiene su sede en Budapest (Hungría).

## Eventos
Las principales competiciones que organiza la IWF son:
- Campeonato Mundial de Halterofilia.
- Campeonato Mundial de Halterofilia Juvenil.

## Organización
La estructura jerárquica de la federación está conformada por el presidente, el secretario general y los vicepresidentes, el congreso (efectuado cada año), el cuerpo ejecutivo y tres comités (el comité técnico, el comité educativo y de investigación y el comité médico).
El presidente en funciones (2009) es Tamás Aján de Hungría, y el secretario general, Mohammed Jalood de Irak.

### Presidentes
| N.º | Periodo   | Nombre                  | País                    |
| --- | --------- | ----------------------- | ----------------------- |
| 1   | 1905-1912 | Comisión sin presidente | Comisión sin presidente |
| 2   | 1912-1920 | Péter Tatics            | Hungría                 |
| 3   | 1920-1923 | Jules Rosset            | Francia                 |
| 4   | 1923-1924 | Willem J. M. Linden     | Países Bajos            |
| 5   | 1924-1937 | Jules Rosset            | Francia                 |
| 6   | 1937-1941 | Willem J. M. Linden     | Países Bajos            |
| 7   | 1941-1946 | Vacante                 | Vacante                 |
| 8   | 1946-1952 | Jules Rosset            | Francia                 |
| 9   | 1952-1952 | Dietrich Wortmann       | Estados Unidos          |
| 10  | 1952-1960 | Bruno Nyberg            | Finlandia               |
| 11  | 1960-1972 | Clarence H. Johnson     | Estados Unidos          |
| 12  | 1972-2000 | Gottfried Schödl        | Austria                 |
| 13  | 2000-     | Tamás Aján              | Hungría                 |

### Federaciones continentales
En 2016 la IWF cuenta con la afiliación de 188 federaciones nacionales repartidas en 5 federaciones continentales:
| Nombre                                            | Siglas | Sede                                  | N.º fed. | Pág. web |
| ------------------------------------------------- | ------ | ------------------------------------- | -------- | -------- |
| Federación Africana de Halterofilia               | (WFA)  | El Cairo ( Egipto)                    | 30       | —        |
| Federación Panamericana de Levantamiento de Pesas | (PAWF) | Santo Domingo ( República Dominicana) | 27       |          |
| Federación Asiática de Halterofilia               | (AWF)  | Doha ( Catar)                         | 44       | —        |
| Federación Europea de Halterofilia                | (EWF)  | San Marino ( San Marino)              | 49       |          |
| Federación de Halterofilia de Oceanía             | (OWF)  | Apia ( Samoa)                         | 22       |          |

### Federaciones nacionales
| África (WFA) | América (PAWF) | Asia (AWF) | Europa (EWF) | Oceanía (OWF) |
| --- | --- | --- | --- | --- |
| Argelia · Camerún · Comoras · República del Congo · República Democrática del Congo · Egipto · Etiopía · Ghana · Kenia · Lesoto · Liberia · Libia · Madagascar · Mali · Marruecos · Mauricio · Nigeria · Senegal · Seychelles · Sierra Leona · Somalia · Sudáfrica · Sudán · Suazilandia · Tanzania · Túnez · Uganda · Zambia · Zanzíbar · Zimbabue | Antigua y Barbuda · Antillas Neerlandesas · Argentina () · Aruba · Bahamas · Barbados · Belice · Bolivia · Brasil · Islas Caimán · Canadá · Chile () · Colombia () · Costa Rica · Cuba · República Dominicana · El Salvador · Ecuador () · Estados Unidos · Guatemala · Guyana · Haití · Honduras · Islas Vírgenes de los Estados Unidos · Jamaica · México () · Nicaragua · Panamá · Paraguay · Perú () · Puerto Rico · San Vicente y las Granadinas · Surinam · Trinidad y Tobago · Uruguay · Venezuela | Afganistán · Arabia Saudita · Baréin · Bangladés · Brunéi · Bután · Camboya · Catar · China · Corea del Sur · Corea del Norte · EAU · Filipinas · Hong Kong · India · Indonesia · Irán · Irak · Japón · Jordania · Kazajistán · Kuwait · Kirguistán · Líbano · Macao · Malasia · Maldivas · Mongolia · Birmania · Nepal · Omán · Pakistán · Palestina · Singapur · Sri Lanka · Siria · Tailandia · China Taipéi · Tayikistán · Timor Oriental · Turkmenistán · Uzbekistán · Vietnam · Yemen | Albania · Alemania · Armenia · Austria · Azerbaiyán · Bélgica · Bielorrusia · Bosnia y Herzegovina · Bulgaria · Chipre · Croacia · Dinamarca · Escocia · Eslovaquia · Eslovenia · España () · Estonia · Finlandia · Francia · Gales · Georgia · Grecia · Hungría · Irlanda · Irlanda del Norte · Islandia · Israel · Italia · Letonia · Lituania · Kosovo · Luxemburgo · Malta · Moldavia · Mónaco · Noruega · Países Bajos · Polonia · Portugal · Reino Unido · República Checa · Rumania · Rusia · San Marino · Serbia · Suecia · Suiza · Turquía · Ucrania | Australia · Islas Cook · Fiyi · Guam · Kiribati · Islas Marianas del Norte · Islas Marshall · Micronesia · Nauru · Niue · Isla Norfolk · Nueva Caledonia · Nueva Zelanda · Palaos · Papúa Nueva Guinea · Polinesia Francesa · Islas Salomón · Samoa · Samoa Americana · Tonga · Tuvalu · Vanuatu |